# Tres Lagunas, Querétaro Arteaga
Tres Lagunas är en ort i Mexiko.   Den ligger i kommunen Landa de Matamoros och delstaten Querétaro Arteaga, i den centrala delen av landet, 190 km norr om huvudstaden Mexico City. Tres Lagunas ligger 1 377 meter över havet och antalet invånare är 135.
Terrängen runt Tres Lagunas är bergig åt sydost, men åt nordväst är den kuperad. Runt Tres Lagunas är det ganska glesbefolkat, med 42 invånare per kvadratkilometer. Närmaste större samhälle är Chapulhuacán, 19,8 km öster om Tres Lagunas. I omgivningarna runt Tres Lagunas växer huvudsakligen savannskog.